# Луї Альберт Неккер
Луї Альберт Неккер (також: Луї-Альберт Неккер де Соссюр; народився 10 квітня 1786 у Женеві; † 20 листопада 1861 у Портрі, Шотландія) був швейцарським мінералогом (кристалографом), геологом , зоологом і делегатом.

## Життя і діяльність
Луї Альберт Неккер був сином Жака Неккера (племінника однойменного міністра фінансів Франції Жака Неккера) та його дружини Альбертини. Він вивчав геологію в Женевській академії з 1800 по 1802 рік і геологію в Единбурзі з 1806 по 1808 рік. Неккер подорожував до шотландських нагір’їв і написав регіональну історію Шотландії та її першу геологічну карту. Після повернення до Швейцарії він працював доцентом з 1810 по 1817 рік і почесним професором мінералогії та геології в Женеві з 1817 по 1835 рік. З 1816 по 1832 рік Н. був членом Ради представників Женеви, а в 1818 році — делегатом парламенту. Опублікував наукові праці про Женевський регіон та Швейцарію. Пізніше Некер часто перебував у Шотландії як приватний вчений, а з 1841 року він постійно перебував на гебрідському острові Скай у містечку Портрі, де помер і був похований. Він був почесним членом Единбурзького королівського товариства. Він був пристрасним альпіністом.
Він отримав більшу популярність завдяки створенню оптичної ілюзії, відомої як куб Неккера.